# Greensburg (Pensylwania)
Greensburg – miasto w Stanach Zjednoczonych, w stanie Pensylwania, w hrabstwie Westmoreland. Według danych z 2000 roku miasto miało 15889 mieszkańców.